# 고스톱 사건

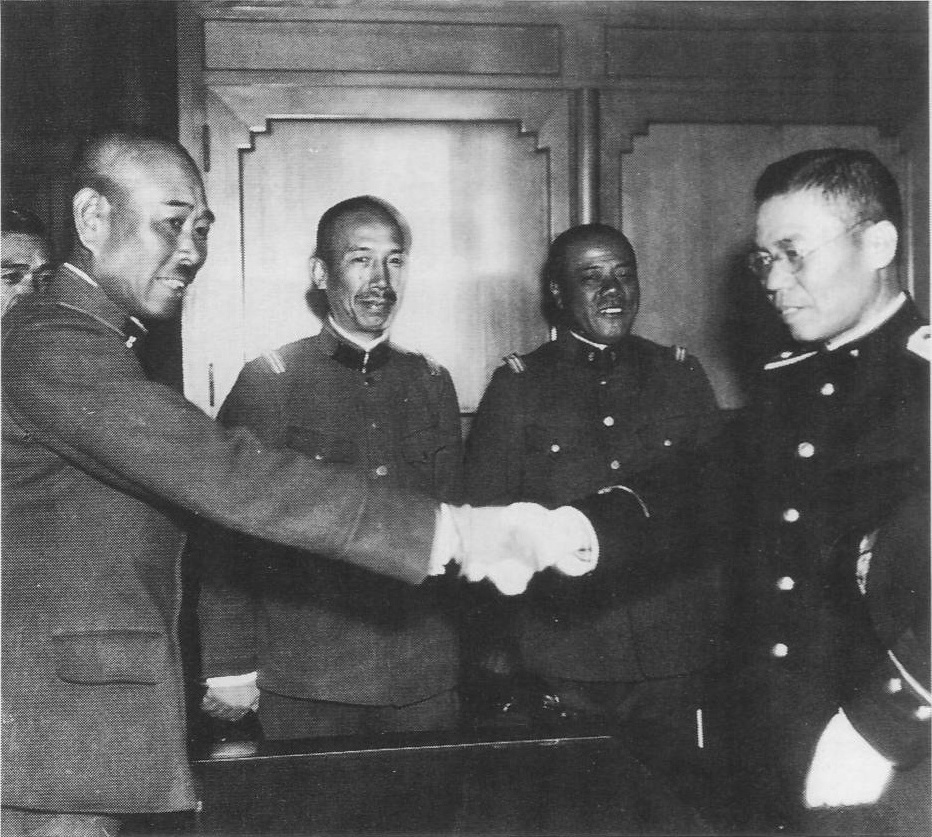
1933년 11월 18일, 고스톱 사건 화해를 위해 서로 악수하는 오사카 경찰서장 다카야나키 히로시(오른쪽)과 보병 제8연대장 마쓰다 시로.

고스톱 사건(일본어: ゴーストップ事件)은 1933년 일본 오사카부 오사카시 기타구의 덴로쿠 교차로에서 일어난 일본 제국 육군 병사와 순경 사이의 싸움이자 육군과 경찰 간의 분쟁이다. 여기서 '고스톱'은 신호기를 가리켰던 말이었다. 이외에도 덴로쿠 사건(일본어: 天六事件)이나 진지사건(일본어: 進止事件)로도 불린다.
만주사변 이후 중국 대륙에서 전쟁이 진행 중이던 가운데 일어난 이 사건으로 군부가 법률을 초월하여 행동하며 정군관계에서 군부가 정계를 무시하게 되는 계기였다.

## 경과

### 발단
1933년 6월 17일 오전 11시 40분경, 오사카시 기타구의 '덴진바시킨 6정목 교차로'(天神橋筋6丁目)에서 위로휴일에 영화를 보러 가던 일본 육군 제4사단 보병 제8연대 제6중대 소속 나카무라 마사카즈 일등병(22세)이 오사카시 전기철도의 적신호 신호등을 무시하고 교차로를 건넜다. 당시 교통정리중이던 오사카부 경찰부 소네자키 경찰서 교통부 소속 순경 도다 다다오(25세)는 나카무라에게 메가폰으로 경고하고 덴료쿠 파출소로 연행하였다. 그 때, 나카무라 일등병은 "군인은 헌병에 따를 수는 있으나, 경찰관의 명령에 복종할 필요가 없다"며 말하며 저항하면서 파출소에서 주먹다툼을 벌였다. 나카무라는 고막에 손상을 입고 전치 3주의 부상을 입었으며, 도다는 아랫입술이 찢어지는 등 전치 1주의 부상을 입었다.
소란을 보다못한 구경꾼들이 오테마에의 헌병분대에 신고하여 신고를 받고 달려온 헌병대 하사가 나카무라를 데리고 돌아가 소란은 진정되었다. 하지만 2시간 후 헌병대는 "대중들이 보는 가운데 군복을 입은 제국군을 모욕한 것은 결코 용서할 수 없다"며 소네자키 경찰서에 항의하였다. 이후 사정청취에서 도다 순경은 "신호를 무시하고 먼저 주먹질 한 사람은 나카무라"라고 말한 반면, 나카무라 일등병은 "신호를 무시한 적은 없었으며 먼저 손을 대지도 않았다"며 양측이 서로 반대되는 주장을 하였다.
이날 제8연대장의 대좌 마쓰다 시로 연대장과 소네자키 경찰서장 다카야나키 히로시 두명 모두 부재중이라 상급기관에 직접 보고되어 일이 커졌다. 경찰서 측은 일을 원만히 해결하여 사태를 수습하고자 하였으나 21일에는 사건이 헌병사령관과 일본 육군성에도 알려졌으며 결국엔 쇼와 천황에게까지 이 일이 보고되었다.

### 군부와 경찰·내무성의 대립
6월 22일, 제4사단 참모총장인 대좌 이세키 다카마사는 "이 사건은 한 군인과 한 순경 사이의 사건이 아닌, 황군의 위신과 관련된 중대한 문제이다"라며 경찰에게 사과를 요구했다. 이에 오사카부 경찰서장 아와야 센키치는 "군대가 천황의 군대라면 경찰도 천황의 경찰이다"라며 사과를 하지 않겠다는 의도를 밝혔다. 6월 24일 열린 제4사단장 중장 데라우치 히사이치와 오사카부 지사 아가타 시노부 사이의 회견도 결렬되었다.
도쿄에서는 이 사건이 군부와 내무성 사이의 대립으로 발전하였다. 육군대신 아라키 사다오는 "육군의 명예를 걸고 오사카부 경찰에게 사과를 요구한다"라고 말했으나 내무대신 야마모토 다쓰오와 내무성 경보국장(현재의 경찰국장에 해당) 마쓰모토 가쿠는 군부의 압력에 절대로 밀러나지 말고 한걸음도 양보해서는 안되며, 사과해서도 안되고 군인은 원칙대로 체포 및 기소해야 한다고 주장했다. 당시 내무성은 "관청 중의 관청"이라 할 정도로 강한 권력을 가지고 있었고 경보국 중견간부를 위시한 내무성 관료들은 도쿄 제국대학 법학과를 상위성적으로 졸업한 '신관료 엘리트'들이었기 때문에 이들이 가진 긍지도 대단히 높았다.
7월 18일, 나카무라 일병은 도다 순경을 상대로 형법 제195조(특별공무원폭행능학), 제196조(특별공무원 직권남용등치사상), 제204조(상해죄), 제206조(명예훼손죄) 등의 혐의로 오사카 지방법원 검찰청에 고소하였다.
도다 순경은 사복헌병이, 나카무라 일병은 사복형사가 미행했으며, 헌병대는 도다 순경의 본명이 나카나시로 데릴사위였음을 폭로하고 경찰은 나카무라 일병이 7번이나 교통법을 위반했다고 발표하면서 사건은 진흙탕 싸움으로 번져갔다. 신문을 비롯한 언론은 이를 "군부와 경찰의 정면충돌"이라는 이름으로 크게 보도하였다. 이 소동은 오사카 전역으로 퍼져나가며 시민들 사이에서 만담의 주제로 유행하였다.
사건 처리에 쫓기던 다카야나키 서장은 과로로 쓰러져 입원하였으며, 7월 18일 이 소식을 듣게 된 데라우치 중장은 이세키 참모장에게 "사건으로 상심하여 병세가 악화되면 안되므로 병문안을 다녀오라"는 지시를 하였다는 일화가 있다. 하지만 10일 후 다카야나키 서장은 신장결석으로 급사하였다. 8월 24일에는 사건 목격자 중 한명이었던 다카다 젠베가 헌병과 경찰의 거듭된 사정청취에 견디질 못하고 일본국유철도 소속 스이타 신호장 선로에 뛰어들어 자살하는 사건이 일어났다.
오사카 지방법원 검찰청의 와다 료헤이 검사는 "군인도 개인으로 나온 경우라면 교통법규를 지켜야 한다"고 말하여 경찰과 거의 비슷한 견해를 밝혔으나 기소할 경우 어느 쪽이 지더라도 국가의 명예가 더럽혀질까 우려하여 중재에 나섰다.

### 종결
결국 사태를 우려한 쇼와 천황의 특명으로 데라우치 중장의 친구였던 효고현 지사 타케카이 시라네의 중재로 화해에 나섰다. 천황의 명을 받은 육군은 사건 발생 5개월 후가 되어야 급속도로 사태를 수습하였으며 11월 18일 이세키 참모장과 아와야 오사카부 경찰서장이 공동성명서를 발표하고 11월 20일 나카무라 일병과 도다 순경이 서로 만나 서로 사과한 뒤 악수하며 사태가 끝나게 되었다. 당시 화해하며 맺은 화해서 내용은 공개되어 있지 않다.

## 같이 보기
- 마쓰시마 사건
- 2·26 사건
- 궁성 사건
- 육군악옥론

## 참고 문헌
- 東京12チャンネル報道部編『証言私の昭和史2 戦争への道』、学芸書林
- 山田邦紀　『軍が警察に勝った日――昭和八年　ゴーストップ事件』　現代書館　ISBN 978-4-7684-5801-3